# 盧布爾雅那IB1975足球會
盧布爾雅那IB1975足球會（Nogometni klub IB 1975 Ljubljana 或簡稱NK IB 1975 Ljubljana）是一間位於斯洛文尼亞首都盧布爾雅那的足球會，於1975年成立。球隊曾經兩次奪得斯洛文尼亞盃冠軍及一次奪得斯洛文尼亞超級盃冠軍。

## 歷史
球會成立於1975年，當時名為NK耶日卡（NK Ježica）。在接下來的二十年，他們主要參加盧布爾雅那地區聯賽。1992年斯洛文尼亞獨立後，球會隨即改名為NK耶日卡因子（NK Factor Ježica），1997年與切爾努切（Črnuče）合併，自此球隊一直處於斯洛文尼亞乙組聯賽。2005-06年賽季奪得斯洛文尼亞乙組聯賽冠軍，首次升上頂級聯賽，翌年耶日卡因子獲得斯洛文尼亞富商Joc Pečečnik注資，球隊亦隨即改名盧布爾雅那恩達布洛克（Interblock Ljubljana）。 在 2006-07年賽季結束時，恩達布洛克聯賽排名第9，需要參加降級附加賽幸好獲勝繼續留級。恩達布洛克在2007-08年及2008-09年賽季贏得斯洛文尼亞盃冠軍。2008年，他們擊敗斯洛文尼亞聯賽冠軍當姆薩尼，贏得斯洛文尼亞超級盃。2012年球隊宣佈退出斯洛文尼亞乙組聯賽，直到2015–16年賽季重新組織球隊以盧布爾雅那IB1975（NK IB 1975 Ljubljana）名稱參加地區聯賽。

## 球會榮譽
聯賽
- 斯洛文尼亞乙組聯賽

 冠軍 (1)：2005–06
 亞軍 (1)：2010–11
- 斯洛文尼亞丙組聯賽

 冠軍 (1): 2003–04
 亞軍 (2)：2000–01, 2002–03
- MNZ盧布爾雅那地區聯賽

 冠軍 (1)：2015–16
盃賽
- 斯洛文尼亞盃

 冠軍 (2):  2007–08, 2008–09
- 斯洛文尼亞超級盃

 冠軍 (1)：2008
 亞軍 (2)： 2009

## 歐洲賽成績
| 賽季    | 賽事       | 階段         | 球會     | 主場 | 作客 | 總計 |
| ------- | ---------- | ------------ | -------- | ---- | ---- | ---- |
| 2008–09 | 歐洲足協盃 | 第一圈外圍賽 | 薛達     | 1–0  | 1–1  | 2–1  |
| 2008–09 | 歐洲足協盃 | 第二圈外圍賽 | 哈化柏林 | 0–2  | 0–1  | 0–3  |
| 2009–10 | 歐霸盃     | 第三圈外圍賽 | 當尼斯克 | 0–3  | 0–2  | 0–5  |